# Dyops ocellata
Dyops ocellata là một loài bướm đêm trong họ Noctuidae.